# Кроу (язык)
Кроу (Apsaalooke, Crow) — находящийся под угрозой исчезновения сиуанский язык, на котором говорит народ кроу, который проживает на юге штата Монтана в США. Это один из самых больших живых индейских языков (4280 человек в 1990 году).